# 장석원 (축구 선수)
장석원(張碩元, 1989년 8월 11일 ~ )은 대한민국의 축구 선수이다. 일본 J리그 디비전 2 파지아노 오카야마 소속이며, 포지션은 센터백이다.

## 클럽 경력

### 성남 일화 천마
장석원은 수원컵과 2009년 FIFA U-20 월드컵의 대표로 활약한 후 2010년 성남 일화 천마에 입단하였다. 2010년 5월 8일, 전남 드래곤즈와의 경기에서 후반 35분 교체 투입되며 프로 데뷔전을 치렀다.

## 국가대표 경력
장석원은 2009년 7월, 홍명보 감독에 의해 수원컵에 참가할 U-20 국가대표팀에 차출되었다. 수원컵 1, 2차전 남아프리카 공화국 전과 이집트 전에서는 벤치를 지켰으나 일본 전에서 후반 시작과 동시에 김영권과 교체되어 첫 출전하였다. 대한민국은 이 대회에서 우승하였다. 수원컵이 끝난 뒤 장석원은 2009년 FIFA U-20 월드컵 대표에도 차출되었다. 2009년 12월에는 2012년 올림픽 예선을 앞둔 23세 이하 대표팀에도 뽑혔다. 이후 일본과의 친선 경기에서 데뷔하였으나 1 대 2로 패배하였다. 2010년 9월 17일, 2010년 아시안 게임 명단에 차출되었다.

## 수상

### 클럽

#### 성남 FC
- FA컵 우승 1회 (2014년)